# Cerkiew św. Jerzego w Łobzie
Cerkiew pod wezwaniem św. Jerzego – prawosławna cerkiew parafialna w Łobzie. Należy do dekanatu Szczecin diecezji wrocławsko-szczecińskiej Polskiego Autokefalicznego Kościoła Prawosławnego.
Zlokalizowana w wybudowanym w 1912 domu mieszkalnym przy ulicy Wojska Polskiego, w którym parter przebudowano na świątynię. W 1948 budynek został przekazany parafii prawosławnej. Do 1951 świątynia mieściła się na pierwszym piętrze. W 1983 zostały założone w drzwiach i oknach kraty. Ikonostas pochodzi z parafii w Międzylesiu (znajdował się w cerkwi rozebranej w 1938).
W październiku 2020 r. rozpoczęto w cerkwi prace remontowe.